# Тисульская принцесса
Тисульская принцесса — псевдонаучная мистификация о якобы найденном в 1969 году саркофаге с забальзамированным телом женщины, который был извлечён из угольного разреза в посёлке Ржавчик Тисульского района Кемеровской области РСФСР. Источником является статья 2002 года «Дама, которой 800 миллионов лет» авторства Олега Кулишкина (Гончара) в газете «Хакасия». Согласно Кулишкину, захоронение датировалось каменноугольным периодом, что противоречит общепринятой теории происхождения человека.
Позже статья появилась в газетах «Аркаим», «Новая жизнь» и др., распространилась в прессе, интернете и по телевидению. Сайт администрации Тисульского муниципального округа сообщил, что «не удалось ни в Тисуле, ни на Ржавчике отыскать хотя бы одного свидетеля тех событий, а профессиональные археологи данную информацию не комментируют». Опрос старых горняков, проведённый бывшим главой Тисуля Владимиром Ломекиным, также не подтвердил существование саркофага. Заявления Кулишкина были по большей части опровергнуты экспертами и журналистскими расследованиями.

## Статья Кулишкина
Согласно статье Кулишкина, в начале сентября 1969 года в селе Ржавчик Тисульского района Кемеровской области, «во время проведения взрывных работ на угольном разрезе в сердцевине 20-метрового угольного пласта, залегавшего на глубине свыше 70 метров, горнорабочий Карнаухов […] обнаружил двухметровый мраморный ларец изумительной механически точной выделки». Из-за находки «по команде начальника участка Александра Александровича Масалыгина […] все работы были немедленно приостановлены». Поднятый на поверхность «ларец» после определённых усилий вскрыли и он оказался саркофагом, «до краёв наполненным розовато-голубой кристальной прозрачности жидкостью, под родниковой гладью которой покоилась… высокая (около 180 см)» женщина, стройная, на вид лет тридцати, с тонкими европейскими чертами лица, большими, широко раскрытыми голубыми глазами, густыми тёмно-русыми, с рыжеватым отливом, волосами до пояса и с короткими, аккуратно подстриженными ногтями. Женщина была одета в белоснежное кружевное прозрачное платье длиной чуть ниже колен, с короткими, вышитыми разноцветными цветочками, рукавами, но без нижнего белья. Нахождение саркофага в угольном пласте статья объясняла тем, что первоначально он стоял в деревянном склепе посреди лесной чащи, со временем «склеп врос в землю, разрушился и без доступа кислорода по истечении миллионов лет стал частью угольного пласта».
О находке якобы практически сразу сообщили в райцентр, приехали «начальство, пожарные, военные, милиция». Примерно в течение пяти часов саркофаг с телом стоял на всеобщем обозрении, после чего его погрузили на вертолёт и отправили в сторону Новосибирска. Затем из Новосибирска в Ржавчик приехал некий пожилой профессор, который заявил, что женщина была похоронена в каменноугольный период и захоронению по меньшей мере 800 миллионов лет, что опровергает общепринятую теорию происхождения человека. Заявлялось, что «генетический анализ тела женщины показал её 100-процентную однотипность с современным русским человеком» и что женщина принадлежала к «древнерусской цивилизации», уровень которой «превышает все известные до сих пор, включая и нашу».
Позже, однако, все первооткрыватели саркофага якобы погибли в автокатастрофах и оставшиеся в живых свидетели замолчали. В 1973 году, когда, по мнению властей, ажиотаж прошёл, на берегах и островах озера Берчикуль, близ места находки саркофага, «всё лето до поздней осени в обстановке строжайшей секретности проводились крупномасштабные раскопки».
Своим источником Кулишкин назвал некоего отставного полковника КГБ, который был его случайным попутчиком в поезде. Фамилию полковника Кулишкин не назвал, сославшись на риск лишения свободы в противном случае. В 2012 году Кулишкин заявил, что «не солгал ни слова, утаил лишь подлинные обстоятельства знакомства с полковником (таким было его условие)».

## Популяризация
У посёлка Ржавчик был установлен камень с табличкой и билборд о Тисульской принцессе. На берегу озера Берчикуль стал проводиться ежегодный межрегиональный фестиваль-конкурс народного творчества «Легенда о Тисульской принцессе». В 2016 году тисульская центральная районная библиотека опубликовала подборку материалов «Небывалое рядом…: легенда о тисульской принцессе». В телевидении тема Тисульской принцессы поднималась в 2013 году по «РЕН ТВ» и в 2019 году в передаче «Андрей Малахов. Прямой эфир».

## Позднейшие мнения
Три автора газетных расследований, а также некоторые эксперты выявили ряд фактологических и логических несоответствий в статье Кулишкина. В частности, заявленная Кулишкиным датировка в 800 миллионов лет соответствует не каменноугольному, а ещё более раннему периоду, докембрию (точнее, верхнему синию (рифею) верхнего докембрия по советской терминологии 1960-х годов или верхнерифейской эре протерозоя по современной Общей стратиграфической шкале). При этом Кулишкин заявил, что, хотя «женщина похоронена в каменноугольный период», это было «задолго до образования на планете каменного угля».

### Расследование газеты «Сибдепо»
В 2007 году вышло расследование корреспондента кузбасской газеты «Сибдепо» Романа Янченко, который посетил места, упомянутые Кулишкиным. Угольный разрез, иногда называемый карьером, закрыли в 1973 году и к моменту приезда Янченко на его месте успел вырасти лес. Однако Янченко удалось встретиться с рабочим бригады, который, якобы, нашел саркофаг, Николаем Михайловичем Гармановым. В то время Гарманов работал машинистом экскаватора и заявил, что за время его 33-летней работы на угольном разрезе не было случаев находки саркофагов и в целом каких-либо артефактов. Гарманов при этом подтвердил существование Карнаухова и Масалыгина, но сказал, что они занимали другие должности. Гарманов также подтвердил утверждение Кулишкина о том, что Карнаухов впоследствии погиб, попав под грузовик (согласно Кулишкину, это была марка КрАЗ). Янченко также удалось встретиться с вдовой Карнаухова, Татьяной. Она подтвердила, что Карнаухов когда-то работал на карьере, хотя про находку саркофага ей ничего не было известно. Директор поселковой школы Галина Ребрикова заявила, что после того как статья Кулишкина вызвала ажиотаж, «мы и сами заинтересовались, начали опрашивать местных, кто постарше и в те годы здесь жил, но, во-первых, оказалось, что таких здесь остались единицы, а во-вторых, ничего подобного они не помнят, то есть, грубо говоря, никакой находки не было вовсе».

### Расследования газеты «Кузбасс»
В 2017 году в газете «Кузбасс» вышло расследование историка-архивиста Николая Галкина. Галкин подтвердил существование в 1960-х годах угольного карьера в Ржавчике, но установил, что заявленная Кулишкиным более чем 70-метровая глубина залегания угля там не соответствует действительности — самые глубокие участки залегания от поверхности земли едва ли достигали 40 метров. Как и Гарманов, Галкин также указал, что Александр Масалыгин занимал другую должность — в 1969 году он был не начальником участка, а механиком разреза, тогда как Александр Иванович Карнаухов, согласно архивным документам, в том году был кузнецом разреза. По мнению Галкина, «если этот „горнорабочий“ работал непосредственно с угольным пластом (и наткнулся-таки на саркофаг), значит, можно предположить, что он был либо машинистом экскаватора, либо бульдозеристом», что противоречит архивным документам. Галкин также отметил несколько логических несоответствий у Кулишкина, например приезд и публичное разглашение профессором информации, которая, согласно Кулишкину, была засекречена. В итоге Галкин признал статью Кулишкина мистификацией.
Вместе с тем Галкин подтвердил утверждение о раскопках на Берчикуле в 1970-х годах. Согласно Галкину, там работали археологические экспедиции, организованные кафедрой археологии Кемеровского государственного университета под руководством учёного Владимира Боброва. Первая экспедиция прибыла на берег Берчикуля летом 1973 года и после нескольких лет были открыты различные памятники эпохи неолита, раннего бронзового и раннего железного века. Иногда также приводится подтверждение бывшего работника КГБ и писателя Валерия Малеваного: «Из архивных источников КГБ мы знаем, что в 1973 году этот район был жёстко оцеплен в три слоя заграждения. В шести километрах там было озеро. Посреди озера на острове отрыли ещё две могилы». Согласно администрации Тисульского муниципального округа, в 1972 году на северном берегу Берчикуля был открыт погребальный комплекс из четырёх курганов, предположительно тагаро—таштыкского времени. Но Бобров в своих воспоминаниях не упомянул какой-либо саркофаг из угольного разреза и впоследствии тоже признал его журналистской мистификацией.
Темой Тисульской принцессы в газете «Кузбасс» занималась также журналистка Лариса Максименко, которая привела, в частности, свидетельство бывшего главы Тисуля Владимира Ломекина, в 1969 году работавшего водителем на разрезе: «Тисульская принцесса — легенда. Не было ни на шахте, ни на разрезе у нас таких находок. Как и не было 70-метровой глубины. Глубина вместе с вскрышными грунтами в карьере составляла 24 метра, местами максимум 25—27. Толщина угольного пласта колебалась от пяти до шести метров». В начале 2000-х Ломекин опросил старых горняков (кроме Карнаухова и Масалыгина, которые скончались) и никто не подтвердил существование саркофага и принцессы. Максименко подытожила: «За годы работы по Тисульской принцессе, опроса жителей Ржавчика и района, я на 99 процентов пришла к тому, что это легенда».

### Экспертные мнения
Биолог и бывший председатель Комиссии по аномальным явлениям Русского географического общества Михаил Герштейн среди различных несоответствий в статье Кулишкина назвал генетический анализ, который ещё не применялся в 1969 году, «ткань платья, не поддающуюся научному анализу» (тогда как в 1969 году уже существовали электронные микроскопы, спектральный анализ и другие методы, позволяющие работать с неизвестными материалами), «древнейшие разновидности лука и чеснока» в составе бальзамирующей жидкости, которые не существовали ни в докембрии, ни в заявленный каменноугольный период, и невозможность любого органического вещества сохранить тело на миллионы лет.
Физик КузГТУ Геннадий Зайцев заявил: «Мрамор сохраняет свои физико-механические свойства до 100 лет. Дальше его прочностные свойства теряются. И мраморный саркофаг сотню лет бы да, пролежал, а дальше, скорее всего, рассыпался бы… Так что приблизительный расчёт показывает: легенда не состоятельна. Механическая прочность мрамора позволяет выдержать нагрузку грунта 70-метровой толщины. Но свойства мраморного саркофага долго не сохраняются. Про срок в миллионы лет надо забыть».